# Korallen-Pfingstrose

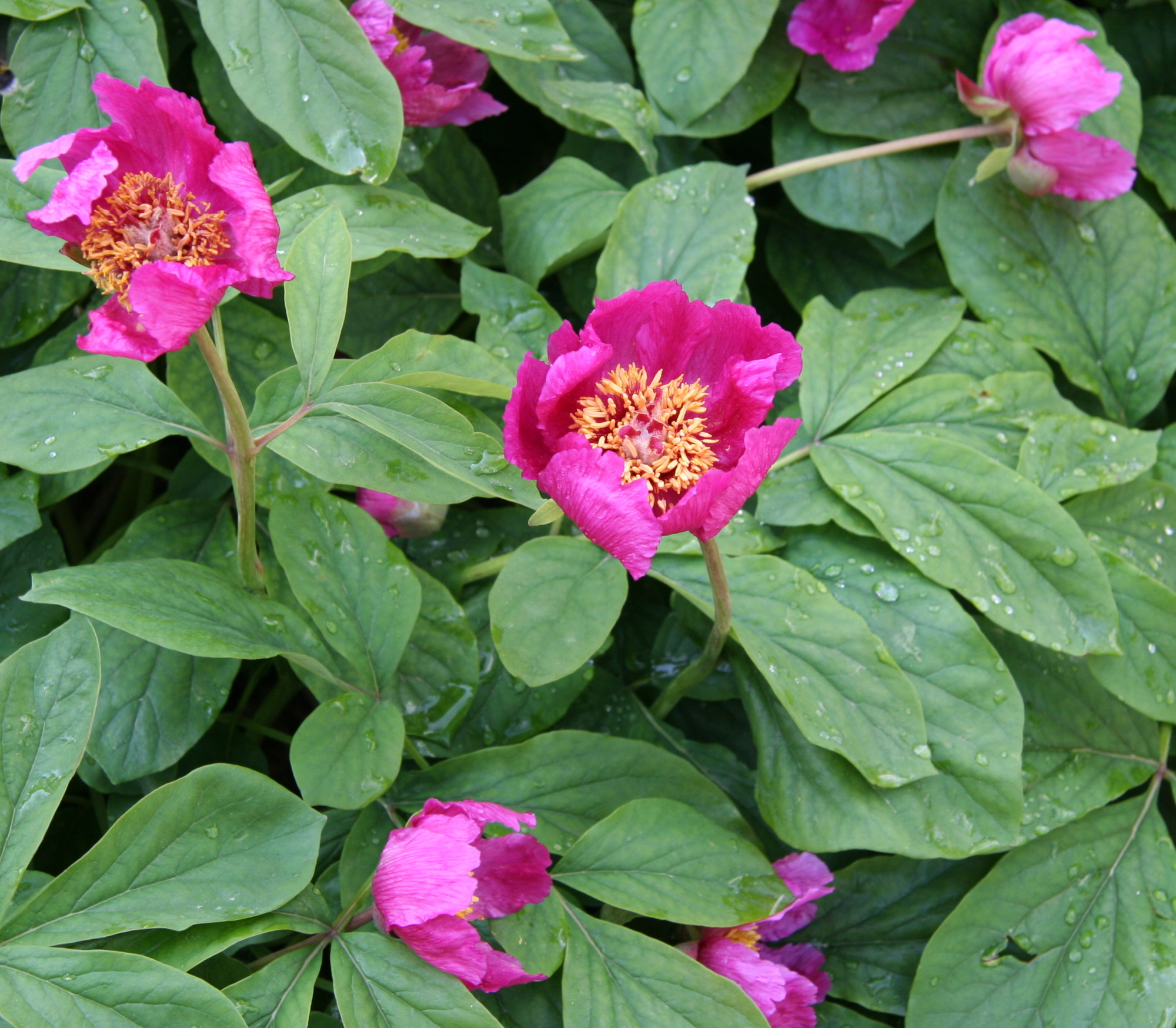
Paeonia mascula

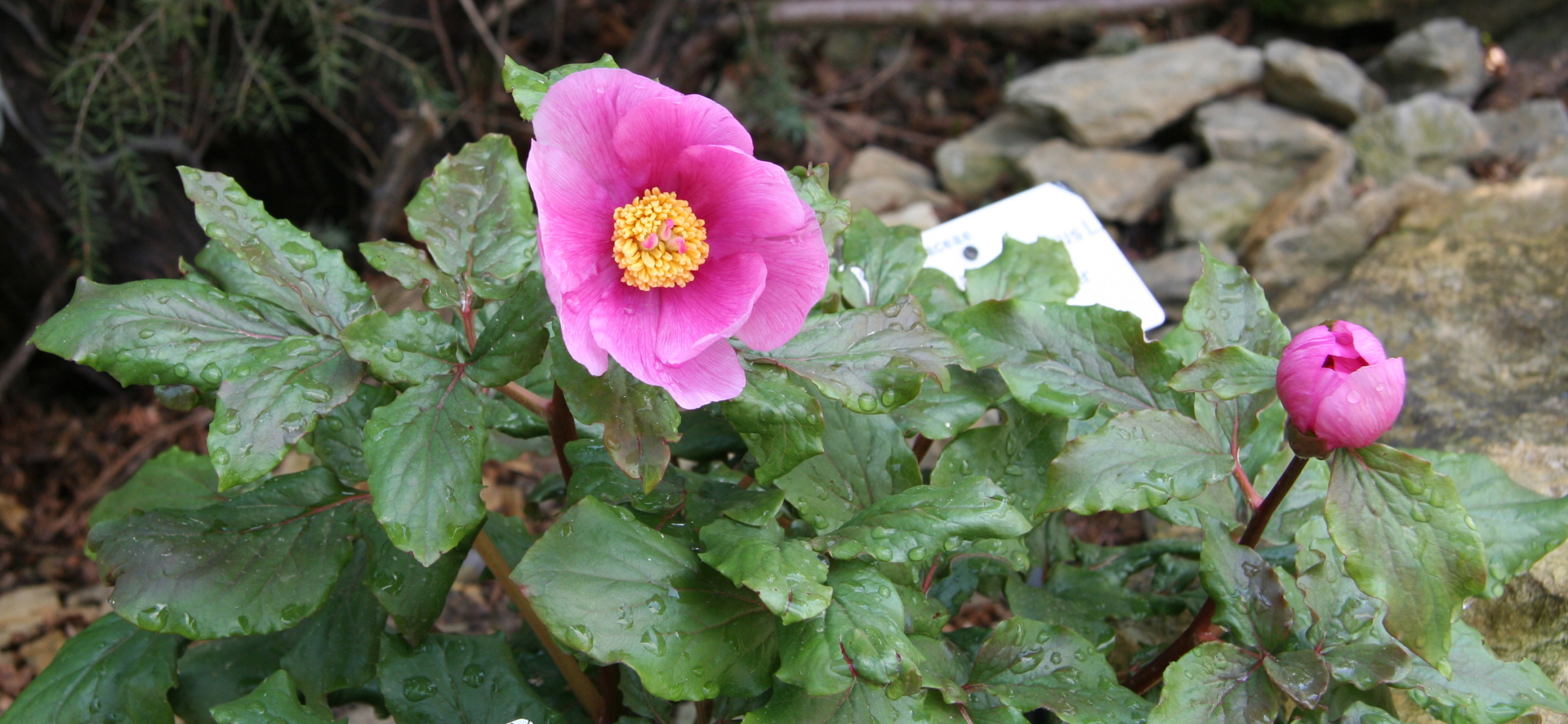
Paeonia mascula subsp. russoi

Die Korallen-Pfingstrose (Paeonia mascula), auch Großblättrige Pfingstrose genannt, ist eine Pflanzenart in der Gattung der Pfingstrosen (Paeonia) innerhalb der Familie der Pfingstrosengewächse (Paeoniaceae). Neben der Gemeinen Pfingstrose (Paeonia officinalis) ist sie die bekannteste europäische Päonien-Art.

## Beschreibung
Die Korallen-Pfingstrose ist eine ausdauernde, krautige Pflanze, die Wuchshöhen von etwa 20 bis 80 Zentimetern erreicht. Die Laubblätter sind einfach biternat, oder mit wenigen geteilten Blättern; neun bis 16 Segmente (bis 21), schmal bis breit elliptisch bis eiförmig oder rund, auf der Unterseite glatt oder behaart.
Die Blüten sind rosa, selten weiß (Paeonia mascula subsp. hellenica) und etwa acht bis 14 Zentimeter groß mit etwa fünf Kronblättern. Sie besitzt zahlreiche gelbe Staubblätter, die an ihrer Basis zu einem fleischigen Ring verwachsen sind, der Nektar absondert.
Eine Besonderheit ist, dass diese Pfingstrosen-Art mit 3,6 Millionen die höchste bekannte Pollenzahl je Blüte besitzt.

## Artabgrenzung und Unterarten
Die Korallen-Pfingstrose ist innerhalb ihres Verbreitungsgebietes in den Mittelmeerländern eine tetraploide Art und gehört durch zahlreiche Unterarten und Ähnlichkeiten mit den sympatrischen, nah verwandten und formenreichen mediterranen Päonien zu den schwierig abzugrenzenden europäischen Taxa. Am besten ist sie durch eine rübenförmige Wurzel und die anders geformten Blätter von den diploiden Paeonia daurica und der tetraploiden Paeonia officinalis abzugrenzen.
Durch eiszeitliche Arealeinengung und zwischen- und nacheiszeitliche Arealausbreitung sind die mediterranen Pfingstrosen eine taxonomisch schwierig abzugrenzende Gruppe. Viele der hier vorkommenden Arten mit naher Verwandtschaft zur Korallen-Pfingstrose wie Paeonia arietina, Paeonia broteroi, Paeonia cambessedesii, Paeonia clusii, Paeonia corsica, Paeonia daurica, Paeonia kesrouanensis, Paeonia officinalis, Paeonia peregrina, Paeonia saueri wurden teilweise zu Paeonia mascula (Paeonia arietina, Paeonia corsica, Paeonia daurica, Paeonia kesrouanensis) gestellt und machten die Korallen-Pfingstrose lange Zeit zur taxonomisch schwierigsten Pfingstrosen-Art mit europäischer Verbreitung. Zwar kann die taxonomische Revision der Korallen-Pfingstrose auch jetzt als noch nicht gänzlich beendet betrachtet werden, so ist aber aus heutiger Sicht bei Paeonia mascula (L.) Miller (Syn.: Paeonia corallina Retzius) von drei Unterarten auszugehen:
- Paeonia mascula (L.) Miller subsp. mascula: Die Chromosomenzahl beträgt 2n = 20.[2]
- Paeonia mascula (L.) Miller subsp. hellenica Tzanoudakis: Die Chromosomenzahl beträgt 2n = 20.[2]
- Paeonia mascula (L.) Miller subsp. russoi (Biv.) Cullen & Heywood: Die Chromosomenzahl beträgt 2n = 10.[2]

Die Nominatform Paeonia mascula subsp. mascula ist dabei über einen größeren Raum von Frankreich über die Apenninhalbinsel und den Balkan verbreitet, ohne Korsika, Sardinien und Sizilien zu besiedeln. Auf Sizilien, Sardinien und Korsika, vereinzelt aber auch in Westgriechenland und Nordspanien findet sich dann die Unterart Paeonia mascula subsp. russoi, die Unterart Paeonia mascula subsp. hellenica ist von Euböa, Attika und dem Peloponnes bekannt.
Bei anderen Autoren werden noch zusätzlich die folgenden Unterarten unterschieden:
- Paeonia mascula (L.) Miller subsp. atlantica (Cosson) Greuter & Burdet (Syn.: Paeonia algeriensis Chabert); sie kommt nur in Algerien vor
- Paeonia mascula (L.) Miller subsp. coriacea (Boiss.) Malagarriga (Syn.: Paeonia corsica Tausch, Paeonia coriacea Boiss.); sie kommt in Spanien, auf Korsika und in Marokko vor
- Paeonia mascula (L.) Miller subsp. icarica Tsan., sie kommt nur in der Ägäis vor
- Paeonia mascula (L.) Miller subsp. triternata (Boiss.) Stearn & Davis; sie kommt in Rumänien, auf der Krim, in der Ägäis und in Kleinasien vor.

Ein diakritischer Schlüssel zur Artabgrenzung der mediterranen Pfingstrosen ist durch die Behaarung einzelner Pflanzenteile (Karpelle, Blätter), der Blattform und der Wurzelmorphologie für den geübten Pflanzenkundler erfolgversprechend, nur wenige Arten sind auch durch ihre Blütenfarbe ihrer Herkunft leichter zuzuordnen.

## Vorkommen
Die natürliche Heimat sind die subtropischen Breiten Südeuropas, die westliche Balkanhalbinsel bis Rumänien und Griechenland mitsamt Ägäis, Italien, sowie Frankreich und Spanien, sie kommt aber auch in Nordwestafrika, auf der Krim und in Kleinasien vor. Die Standorte sind warm gelegene Regionen innerhalb von Laubwäldern oder deren Degradationsformen wie der mediterranen Macchie (Buschvegetation). Sie ist zumeist montan verbreitet und bevorzugt Kalkuntergrund. Die Verbreitung der Päonie übernehmen häufig Vögel, die die großen glänzenden Samen verschleppen.

## Zierpflanze
Die Korallen-Pfingstrose wird in Gärten als Zierpflanze verwendet und kann durch ihren kleineren Wuchs auch gut im Steingarten wachsen. Sie ist genügsam und kann in voller Sonne, aber auch leicht beschattet unter Obstbäumen oder Sommersträucher gedeihen. Pfingstrosen mögen generell keine Staunässe und bevorzugen lieber Sandig-lehmige Böden die gut dräniert sind. Die Blüte hält nur kurz und ist daher im Zierpflanzenbau uninteressant.

## Belege
1. 1 2  Jaakko Jalas, Juha Suominen: Atlas florae europaeae. Band 9: Paeoniaceae to Capparaceae. Helsinki 1991, ISBN 951-9108-08-4, S. 18–21.
2. 1 2 3  Paeonia mascula bei Tropicos.org. In: IPCN Chromosome Reports. Missouri Botanical Garden, St. Louis
3. ↑  Werner Greuter, H. M. Burdet, G. Long: MED-Checklist. Band 4, Conservatoire et Jardin botaniques, Genève 1989, ISBN 2-8277-0154-5, S. 267–268.